# 怀化职业技术学院
怀化职业技术学院（英語：Huaihua Vocational and Technical Collage）坐落在湖南省怀化市，是湖南省一所高等专科大学。

## 历史
怀化职业技术学院始建于2003年，隶属于湖南省教育厅，它的前身是原湖南省安江农校和怀化机电工程学校。

## 学校院系
怀化职业技术学院拥有7个系，2个部，29个专业。

### 系
环境与生物科技系、机械与汽车工程系、商贸管理系、电子与电气工程系、计算机与信息工程系、动物科技系、建筑工程系

### 部
基础课部、政治理论课部

## 校训
崇德、尚能、精业、有为

## 著名校友
- 李必湖，中国国家级有突出贡献的科技专家、国家特等发明奖获得者
- 李玉才，农业家，被誉为“北方棉花大王”
- 陈锦屏，中国第一位食品科学博士生导师

## 荣誉
怀化职业技术学院先后荣获“全国科教兴农先进单位”、“湖南省就业工作先进单位”、“湖南省现代农业技术培训基地”、“文明卫生单位”、“园林式单位”、“湖南省思想政治工作先进单位”等、“深入学习科学发展观先进单位”、“先进基层党组织”、“党建工作目标管理先进单位”、“市级廉政文化建设示范点”、“怀化市农村劳动力转移培训先进单位”等荣誉称号。